# Kenneth Braaten
Kenneth Braaten (Mo i Rana, 24 de septiembre de 1974) es un deportista noruego que compitió en esquí en la modalidad de combinada nórdica.
Participó en los Juegos Olímpicos de Nagano 1998, obteniendo una medalla de oro en la prueba por equipo (junto con Halldor Skard, Bjarte Engen Vik y Fred Børre Lundberg).
Ganó dos medallas en el Campeonato Mundial de Esquí Nórdico, oro en 2001 y plata en 1999.

## Palmarés internacional
| Juegos Olímpicos   | Juegos Olímpicos  | Juegos Olímpicos | Juegos Olímpicos         |
| Año                | Lugar             | Medalla          | Prueba                   |
| ------------------ | ----------------- | ---------------- | ------------------------ |
| 1998               | Nagano (Japón)    | Medalla de oro   | TN + 4 × 5 km por equipo |
| Campeonato Mundial |                   |                  |                          |
| Año                | Lugar             | Medalla          | Prueba                   |
| 1999               | Ramsau (Austria)  | Medalla de plata | TN + 4 × 5 km por equipo |
| 2001               | Lahti (Finlandia) | Medalla de oro   | TN + 4 × 5 km por equipo |